# Axonopus equitans
Axonopus equitans är en gräsart som beskrevs av Albert Spear Hitchcock och Mary Agnes Chase. Axonopus equitans ingår i släktet Axonopus och familjen gräs. Inga underarter finns listade i Catalogue of Life.